# Rudolf Holbach
Rudolf Holbach (* 27. Januar 1950 in Nittel) ist ein deutscher Historiker.

Rudolf Holbach studierte von 1968 bis 1974 Germanistik und Geschichte an der Universität des Saarlandes und an der Universität Trier. 1974 erfolgte die wissenschaftliche Prüfung für das Lehramt an Gymnasien. Bei Alfred Haverkamp wurde er 1978 mit einer Untersuchung zur Geschichte des Trierer Domkapitels im Spätmittelalter promoviert. Von 1977 bis 1983 war er Wissenschaftlicher Mitarbeiter an der Universität Trier im Bereich Geschichtliche Landeskunde. In Trier war Holbach Hochschulassistent von 1985 bis 1990. Seine Habilitation erfolgte 1990 bei Franz Irsigler mit einer Studie über die Frühformen von Verlag und Großbetrieb in der gewerblichen Produktion vom 13. bis ins 16. Jahrhundert. 1990/91 hatte er einen Lehrauftrag an der TH Darmstadt. Es folgte 1991/92 eine Lehrstuhlvertretung an der Universität Bonn für mittelalterliche und neuere Geschichte sowie rheinische Landesgeschichte. In Trier war er von 1992 bis 1994 als Hochschuldozent für Wirtschaftsgeschichte tätig. Von 1994 bis zu seinem Ruhestand 2016 lehrte er als Professor für Geschichte des Mittelalters an der Carl von Ossietzky Universität Oldenburg.
Seine Forschungsschwerpunkte sind die Wirtschafts- und Sozialgeschichte des Mittelalters und der frühen Neuzeit, besonders die Träger, Formen und Beziehungen von gewerblicher Produktion und Handel in vergleichender Perspektive vom 13. bis zum 16. Jahrhundert. Weitere Arbeitsschwerpunkte sind die Geschichte von Festen und freier Zeit im Mittelalter, die Hansegeschichte sowie die mittelalterlichen Bischöfe im Exil.

## Schriften (Auswahl)
Monografien
- Frühformen von Verlag und Großbetrieb in der gewerblichen Produktion (13.–16. Jahrhundert) (= Vierteljahrschrift für Sozial- und Wirtschaftsgeschichte. Beihefte. Bd. 110). Steiner, Stuttgart 1994, ISBN 3-515-05820-6.
- Stiftsgeistlichkeit im Spannungsfeld von Kirche und Welt. Studien zur Geschichte des Trierer Domkapitels und Domklerus im Spätmittelalter (= Trierer historische Forschungen. Bd. 2). THF, Verl. Trierer Historische Forschungen, Trier 1982, ISBN 3-923087-01-2.

Herausgeberschaften
- mit Henning Steinführer: Hansestädte und Landesherrschaft (= Hansische Studien. Bd. 28). Callidus, Wismar 2020, ISBN 978-3-940677-73-0.
- Städtische Wirtschaft im Mittelalter. Festschrift für Franz Irsigler zum 70. Geburtstag. Böhlau, Köln u. a. 2011, ISBN 3-412-20779-9.